# Yourself
「Yourself」（ユアセルフ）は、2002年1月1日に発売されたDreamの12枚目のシングル。
品番：AVCD-30309

## 概要
- アルバム『Process』の先行シングル。
- 第80回全国高等学校サッカー選手権大会のイメージソング。
  - 松室麻衣曰く「サッカーだけでなく、幅広い意味で誰にでもあてはまるような応援歌」（beat freak2002年1月号より）である。

## 収録曲
1. Yourself
作詞：松室麻衣、作曲：菊池一仁、編曲：鈴木雅也
2. Get Over （Warp Brothers Remix）
3. Yourself （Dub's Unrestricted Remix）
4. Get Over （Flutlicht Vocal Mix）
5. Yourself （Instrumental）